# Aquità
L'aquità és una llengua paleohispànica que és coneguda només per testimonis indirectes, no se'n coneixen textos escrits. Existeix la hipòtesi que aquesta llengua representa un parent proper al basc (l'únic conegut) o potser la fase més antiga documentada d'aquesta llengua, i per això també és anomenada èuscar arcaic.

## Testimonis
De l'existència de la llengua aquitana en donen testimoni bàsicament els antropònims i teònims indígenes que apareixen en unes dues-centes inscripcions llatines dels s. I a III dC. Aquestes inscripcions estan realitzades sobre pedra i són fonamentalment de caràcter votiu, funerari i honorífic, però també n'hi ha un grup significatiu fet sobre plaques de plata votives procedents d'un derelicte enfonsat al Rin, prop de Hagenbach (Alemanya), probablement saquejades de santuaris aquitans.
Les inscripcions aquitanes procedeixen sovint del nord dels Pirineus, especialment del vessant esquerre del curs alt de la Garona (també a la Vall d'Aran), en el territori que Juli Cèsar i Estrabó anomenen Aquitània, que en època tardana s'identifica amb Novempopulània i posteriorment amb Wascònia, nom del qual deriva l'actual Gascunya. Actualment aquest territori constitueix els departaments francesos de Pirineus Atlàntics, Alts Pirineus, Alta Garona, Arieja, Landes, Gers i Olt i Garona:
- Antropònims: BELEXEIA, LAVRCO, BORSEI, ANDERESENI, NESCATO, CISSONBONNIS, SEMBECCONI, GEREXO, BIHOSSI, TALSCONIS, HALSCOTARRIS, etc.
- Teònims: BAIGORIXO, ILVNNO, ARIXONI, ARTAHE, ILVRBERRIXO, ASTOILVNO, HARAVSONI, LEHERENNO, etc.

En menor mesura, les inscripcions bascoaquitanes també han aparegut al sud dels Pirineus, en el territori que les fonts clàssiques assignen als vascons, fonamentalment a la zona occidental de la província de Saragossa i a Navarra:
- Antropònims: VMMESAHAR, EDERETTA, SERHVHORIS, DVSANHARIS, ABISVNHAR, etc.
- Teònims: LARRAHE, LOXAE / LOSAE, LACVBEGI, SELATSE / STELAITSE, HELASSE, ERRENSAE.

## Relació amb l'actual basc i l'ibèric
Una gran part dels elements formatius dels antropònims i teònims aquitans són interpretables directament a partir de la llengua basca actual:
| Aquità | Basc         | Català   |  |  |  | Aquità | Basc    | Català |
| ------ | ------------ | -------- |  |  |  | ------ | ------- | ------ |
| BORS   | bortz / bost | cinc     |  |  |  | LAVR   | lau(r)  | quatre |
| CISSON | gizon        | home     |  |  |  | ANDERE | andere  | dona   |
| NESCA  | neska        | noia     |  |  |  | SEMBE  | seme    | fill   |
| GORI   | gorri        | vermell  |  |  |  | BAI    | ibai    | riu    |
| BELEX  | beltz        | negre    |  |  |  | LVN    | il(h)un | fosc   |
| ARIX   | haritz       | roure    |  |  |  | ARTA   | arte    | alzina |
| BERRI  | berri        | nou      |  |  |  | SAHAR  | zahar   | vell   |
| VMME   | ume          | criatura |  |  |  | EDE    | eder    | bell   |

Localització de llocs on s'han trobat noms aquitans.

Alguns investigadors han assenyalat també l'afinitat de la llengua aquitana amb la ibèrica. Entre les afinitats més acceptades, destaquen les semblances d'alguns del formants antroponímics aquitans amb els ibèrics: BELEX / beleś, LAVR / laur, SAHAR / sakaŕ, ILUN / ildun, BIHOS / bios, ADIN / adin, TALSCO / talsko, BAESER / baiser. CO / ko, TAR / taŕ, etc.
La llengua aquitana només es documenta per mitjà d'inscripcions llatines. Aquest fet en condiciona l'estudi de la distribució, atès que com més romanitzada era una zona, és més probable que hi aparegui una inscripció llatina. Així doncs, paradoxalment, en aquelles zones menys romanitzades, on la llengua indígena podria haver-se desenvolupat sense interferències, l'absència d'inscripcions llatines pot fer la impressió que la llengua indígena hi era absent. Tot i així, hi ha investigadors que plantegen la hipòtesi que la manca o escassesa de testimonis aquitans en els territoris on actualment es parla basc al sud dels Pirineus, podria ser conseqüència d'una migració en època tardana en direcció nord-sud i est-oest. En favor d'aquesta hipòtesi hi juga la presència majoritària d'antroponímia i toponímia indoeuropea, especialment en el País Basc, mentre que en contra es pot argumentar que l'arqueologia no ha detectat cap rastre d'aquesta hipotètica migració.

## Textos d'exemple
- Placa d'argent votiva (Hagenbach)

D(omino) MARTI
BEREXE
SEMBI
FILIA
V(otvm) S(olvit) L(ibens) M(erito)
- Placa d'argent votiva (Hagenbach)

D(omino) M(arti)
XEMBVS
BAMBIXXI
V(otvm) S(olvit) L(ibens) M(erito)